# 城巴NB3線
城巴NB3線是香港一條新界通宵巴士路線，由城巴有限公司營辦，於2024年2月9日投入服務，來往屯門碼頭及深圳灣口岸，途經散石灣、豐景園、三聖邨、置樂花園、屯門市中心及紅橋後，取道元朗公路及十號幹線往返深圳灣口岸，只於深圳灣口岸提供24小時通關之日子提供服務，全程收費為$21.5。

## 歷史
2024年元旦，香港恢復舉辦跨年倒數煙花匯演，但有大批內地旅客在觀賞煙花匯演後因邊境口岸配套不足而滯留香港，引起社會關注。香港特區政府在元旦凌晨過境旅客混亂發生後，即和深圳當局商討在大型節日及長假期期間延長個別陸路口岸旅檢通關時間的安排。2024年1月23日，經深港兩地政府協商，並報國家口岸管理辦公室批准，深圳灣口岸旅檢通道2月9日至2月13日臨時實施24小時通關。城巴遂計劃於深圳灣口岸實施24小時通關期間增設通宵巴士路線「NB3」及「NB3X」，往返屯門碼頭／屯門市中心至深圳灣口岸，方便農曆新年假期期間需要於深宵往返深港兩地的市民及過境旅客。城巴其後修改計劃，只開辦NB3線，主班次來往屯門碼頭及深圳灣口岸，並設往返屯門市廣場至深圳灣口岸的短程特別班次，於2月9日23:40起投入服務直至2月14日。城巴估計NB3線每日運載能力約為2,500人，並已於此路線主要巴士站安裝特製通宵巴士站旗，配以大型指示牌以便市民及旅客了解服務詳情，更表示此路線有潛質進一步提升為恆常路線，同時在宣傳海報中採用內地網絡潮語「真NB（真牛逼，即好厲害）」及「城巴就是YYDS（永遠的神）」。2024年12月31日起，此路線往屯門碼頭方向於皇珠路近龍逸邨增設分站。

## 服務時間及班次
NB3線來回方向只於深圳灣口岸提供24小時通關之日子提供服務，班次會因應客量作出調整，列表如下：
| 屯門碼頭開   | 屯門碼頭開    | 深圳灣口岸開 | 深圳灣口岸開  |
| 服務時間     | 班次 （分鐘） | 服務時間     | 班次 （分鐘） |
| ------------ | ------------- | ------------ | ------------- |
| 00:20－05:20 | 60            | 01:10－06:10 | 60            |

此外，NB3線設有來往屯門市廣場及深圳灣口岸之短途班次，列表如下：
| 屯門市廣場開 | 屯門市廣場開  | 深圳灣口岸開 | 深圳灣口岸開  |
| 服務時間     | 班次 （分鐘） | 服務時間     | 班次 （分鐘） |
| ------------ | ------------- | ------------ | ------------- |
| 23:40－02:20 | 20－60        | 00:40－01:40 | 60            |

## 收費
NB3線全程收費為$21.5，並不設任何分段收費。
NB3線設12歲以下小童及65歲或以上長者半價優惠。60歲－64歲香港居民、65歲或以上長者與合資格殘疾人士如以指定八達通繳付此線的車資，可享有長者及合資格殘疾人士公共交通票價優惠計劃提供的$2票價優惠。乘客登車時需以現金或八達通卡繳付車資，不設找贖；而每位成人乘客可免費帶同最多兩名四歲以下而且不佔座位的兒童乘車。此外，乘客亦可使用指定電子支付工具繳付車資，使用此支付方式的乘客可享有與其他城巴獨營路線或聯營線城巴班次之轉乘優惠，惟不適用於與非城巴路線之轉乘優惠，乘客亦不能享有「公共交通費用補貼計劃」及「長者及合資格殘疾人士公共交通票價優惠計劃」。

## 行車路線
NB3線由屯門碼頭開出之班次途經湖翠路、龍門路、皇珠路、海皇路、海珠路、屯門鄉事會路、海榮路、青山公路－青山灣段、杯渡路、屯門鄉事會路、屯興路、屯喜路、屯門公路、元朗公路、港深西部公路、深圳灣公路大橋及未命名通路前往深圳灣口岸；由深圳灣口岸開出之班次途經未命名通路、深圳灣公路大橋、港深西部公路、元朗公路、屯門公路、杯渡路、屯門鄉事會路、屯興路、青山公路－青山灣段、海榮路、屯門鄉事會路、海珠路、海皇路、皇珠路、龍門路及湖翠路前往屯門碼頭，具體停站請參考資訊框。